# Echidna (geslacht)
Echidna is een geslacht in de familie Muraenidae en omvat volgende soorten:

## Soorten
- Echidna amblyodon (Bleeker, 1856)
- Echidna catenata (Bloch, 1795)
- Echidna delicatula (Kaup, 1856)
- Echidna leucotaenia Schultz, 1943
- Echidna nebulosa (Ahl, 1789)
- Echidna nocturna (Cope, 1872)
- Echidna peli (Kaup, 1856)
- Echidna polyzona (Richardson, 1845)
- Echidna rhodochilus Bleeker, 1863
- Echidna unicolor Schultz, 1953e
- Echidna xanthospilos (Bleeker, 1859